# 4 Czechosłowacki Pułk Piechoty
4 Czechosłowacki Pułk Piechoty (ang. Czechoslovak Infantry Regiment No. 4) – czechosłowacka jednostka wojskowa u boku wojsk brytyjskich na Bliskim i Środkowym Wschodzie podczas II wojny światowej.
Po upadku Francji w wojnie z Niemcami w czerwcu 1940 r., w Bejrucie w Libanie pozostała grupa 206 ochotników czechosłowackich, którzy nie zdążyli wstąpić do 1 Czechosłowackiej Dywizji Piechoty we Francji. Francuskie władze Libanu uznały zwierzchność Francji Vichy, stąd pojawiło się niebezpieczeństwo przekazania Czechów i Słowaków w ręce Niemców. Dzięki staraniom czechosłowackiego konsula generalnego w Jerozolimie dostali oni brytyjskie wizy, po czym przeszli na terytorium Palestyny podległej Anglikom. Zgrupowano ich w obozie w Az Sumeirya. Ich liczba wzrosła ostatecznie do 280 osób.
Najstarszy stopniem oficer, płk J. Kores, postanowił sformować z ochotników jednostkę wojskową, która otrzymała nazwę Czechoslovak Infantry Regiment No. 4. Formalnie wchodziła ona w skład 1 Czechosłowackiej Dywizji Piechoty, której resztki zostały ewakuowane do Wielkiej Brytanii. Składała się z dowództwa, kompanii zaopatrzeniowej i 1 Pułku Piechoty w składzie dwóch kadrowych kompanii. Następnie żołnierzy przeniesiono do obozu w Gedera, gdzie otrzymali karabiny i wyposażenie wojskowe i rozpoczęli intensywne szkolenie bojowe.
14 sierpnia 1940 przy czechosłowackim rządzie emigracyjnym z siedzibą w Londynie powstała Czechosłowacka Misja Wojskowa na Bliski i Środkowy Wschód na czele z gen. O. Mezlem. W wyniku jej działań 28 października utworzono Czechosłowacki Kontyngent – Środkowy Wschód, podporządkowany głównodowodzącemu siłami brytyjskimi w tamtym rejonie, gen. Archibaldowi Wavellowi. W tym samym czasie został rozwiązany 4 Czechosłowacki Pułk Piechoty. Na jego bazie sformowano 11 Czechosłowacki Batalion Piechoty – Wschód i Czechosłowacki Ośrodek Szkoleniowy – Wschód.